# Wayne County (Michigan)
Das Wayne County liegt im Zentrum der Metropolregion Metro Detroit in Michigan, der Verwaltungssitz (County Seat) ist Detroit. Das U.S. Census Bureau hat bei der Volkszählung 2020 eine Einwohnerzahl von 1.793.561 ermittelt.

## Geographie
Das Wayne County liegt am Westufer des Lake St. Clair und des Detroit River, die die Grenze zur benachbarten kanadischen Provinz Ontario bilden. Das County erstreckt sich über 1.741 km², die sich auf 1,591 km² Land- und 150 km² Wasserfläche verteilen. An das Wayne County grenzen folgende Nachbarcountys:
| Oakland County   |               | Macomb County                  |
| Washtenaw County |               | Essex County (Ontario, Kanada) |
|                  | Monroe County |                                |

## Geschichte

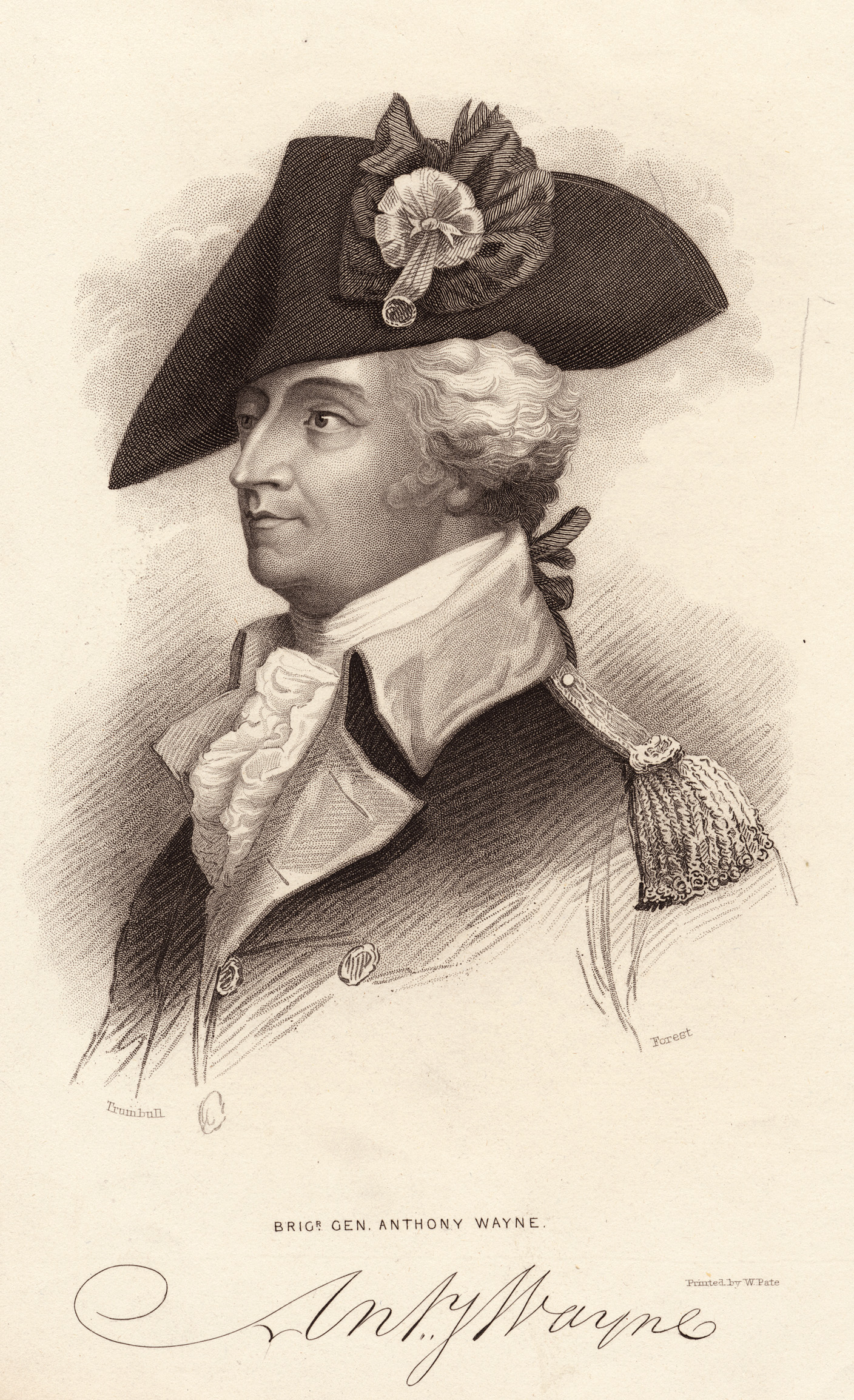
Anthony Wayne

Das Wayne County war eines der ursprünglichen Countys, deren Existenz auf die Gründung des Nordwestterritoriums zurückgeht. Sein Name wurde zu Ehren des US-amerikanischen Generals Anthony Wayne gewählt. Ursprünglich umfasste das County das gesamte Gebiet der unteren Halbinsel von Michigan sowie einige Abschnitte, die heute zum nördlichen Ohio, Indiana und Illinois gehören. Durch Anordnung des Territorialsekretärs und Amtierenden Gouverneurs, Winthrop Sargent, wurden die Grenzen des Countys am 15. August 1796 geändert, um an der Mündung des Cuyahoga River anzufangen, von dort nach Westen bis Fort Wayne, dann zum südlichsten Punkt des Michigansees, dann entlang dessen Westufer nach Norden bis zur Territorialgrenze im Oberen See, und von dort der Territorialgrenze entlang zum Anfangspunkt im Eriesee zu verlaufen.
Nach New York war das County 2020 am stärksten von der Corona-Epidemie betroffen, als man Anfang April fast 300 Todesopfer zählte. Dies entsprach fast der Hälfte der Opfer im Bundesstaat Michigan. Am 6. April meldete die Johns Hopkins University 293 Tote, am 11. waren es 652, zwei Tage später 704, am 15. April 820, am 17. waren es 981, am 19. waren es 1070. Die Zahlen stiegen seither weiter: 1148 (21. April), 1278 (22.), 1580 (27. April), 1682 (29. April), 1924 (4. Mai), jeweils kumuliert – zu dieser Zeit zählte man im Bundesstaat Michigan 4135 Tote, im Wayne County ohne Detroit 827.

### Historische Gebäude

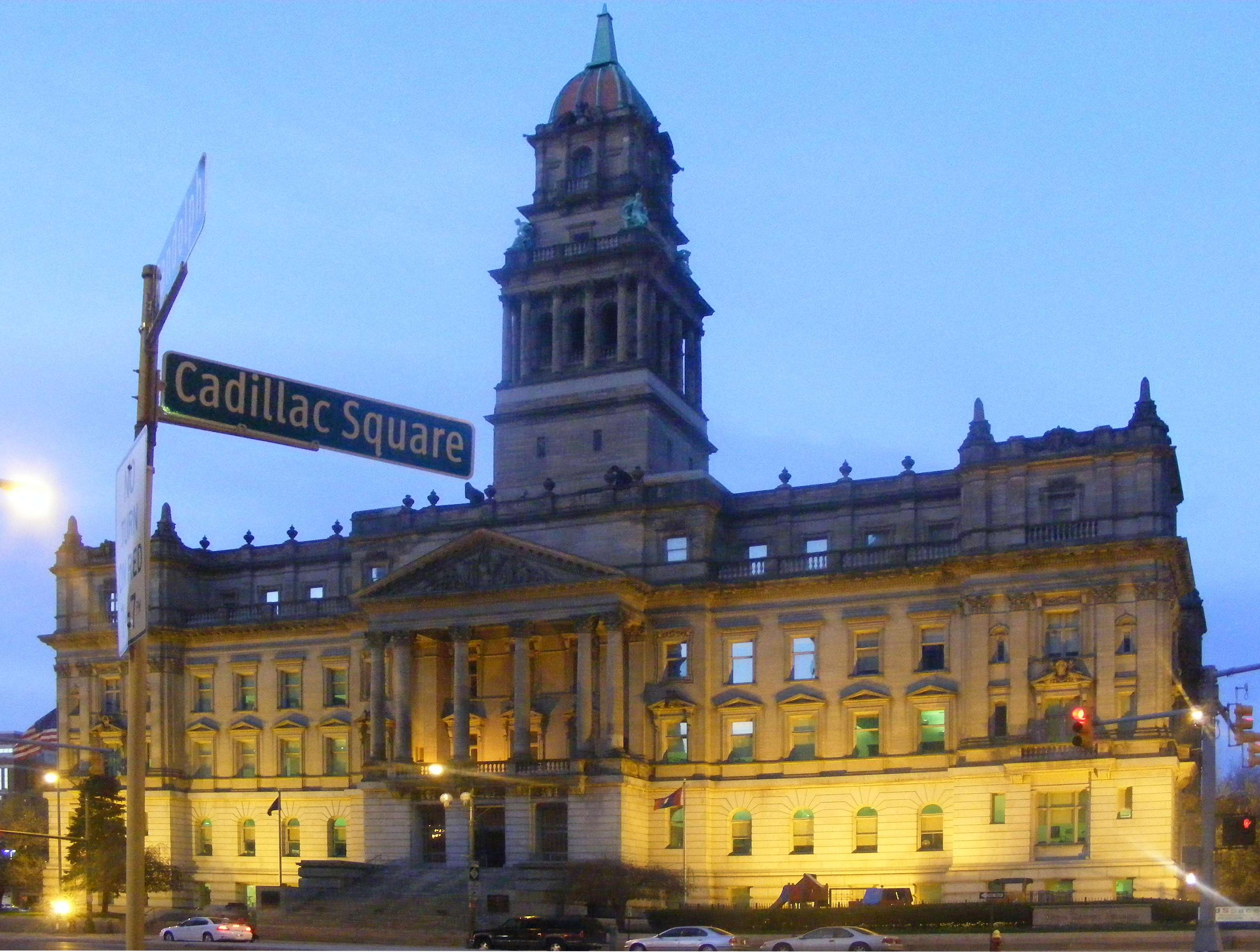
Wayne County Building

- Das alte Wayne County Courthouse (heute als Wayne County Building bekannt) in Detroit beherbergt heute einen Teil der Countyverwaltung. Es ist seit 1975 im National Register of Historic Places (NRHP) mit der Nummer 75000972 gelistet[8]
- In der Joseph Campau Street in Detroit, am Detroit River gelegen, befindet sich das historische Parke-Davis Research Laboratory (auch bekannt als Building 55-Detroit Research). Das Forschungslaborgebäude des heutigen Pharmakonzerns Pfizer wurde am 11. Mai 1976 vom NRHP als historisches Denkmal mit der Nummer 76001039 aufgenommen.[9][10]
- 14 Gebäude im Midland County haben den Status einer National Historic Landmark, hinzu kommt ein Schiff.[11] 338 Bauwerke und Stätten des Countys sind insgesamt im National Register of Historic Places eingetragen (Stand 28. Januar 2018).[12]

## Demografische Daten
Nach der Volkszählung im Jahr 2010 lebten im Wayne County 1.820.584 Menschen in 690.943 Haushalten. Die Bevölkerungsdichte betrug 1.144,3 Einwohner pro Quadratkilometer. In den 690.943 Haushalten lebten statistisch je 2,67 Personen.
Ethnisch betrachtet setzte sich die Bevölkerung zusammen aus 52,3 Prozent Weißen, 40,5 Prozent Afroamerikanern, 0,4 Prozent amerikanischen Ureinwohnern, 2,5 Prozent Asiaten sowie aus anderen ethnischen Gruppen; 2,4 Prozent stammten von zwei oder mehr Ethnien ab. Unabhängig von der ethnischen Zugehörigkeit waren 5,2 Prozent der Bevölkerung spanischer oder lateinamerikanischer Abstammung.
25,4 Prozent der Bevölkerung waren unter 18 Jahre alt, 61,9 Prozent waren zwischen 18 und 64 und 12,7 Prozent waren 65 Jahre oder älter. 52 Prozent der Bevölkerung war weiblich.

Das jährliche Durchschnittseinkommen eines Haushalts lag bei 42.241 USD. Das Prokopfeinkommen betrug 22.125 USD. 21,4 Prozent der Einwohner lebten unterhalb der Armutsgrenze.

## Orte im Wayne County
Citys
- Allen Park
- Belleville
- Dearborn
- Dearborn Heights
- Detroit
- Ecorse
- Flat Rock1
- Garden City
- Gibraltar
- Grosse Pointe Farms
- Grosse Pointe Park
- Grosse Pointe Woods
- Grosse Pointe
- Hamtramck
- Harper Woods
- Highland Park
- Inkster
- Lincoln Park
- Livonia
- Melvindale
- Northville
- Plymouth
- River Rouge
- Riverview
- Rockwood
- Romulus
- Southgate
- Taylor
- Trenton
- Wayne
- Westland
- Woodhaven
- Wyandotte

Villages
- Grosse Pointe Shores2

Unincorporated Communities
| - Cherry Hill - Delray - Hickory Isle | - Martinsville - New Boston - Roulo | - Waltz - West Sumpter - Willow |

1 – teilweise im Monroe County

2 – teilweise im Macomb County

## Gliederung

Gliederung des Wayne County (grau – unabhängige Städte, weiß – Townships)

Das Wayne County ist neben 34 unabhängigen Städten in 9 Townships eingeteilt:
| - Brownstown Township - Canton Charter Township - Grosse Ile Township - Huron Charter Township - Northville Charter Township | - Plymouth Township - Redford Charter Township - Sumpter Township - Van Buren Charter Township |